# Oskar Silén
Jon Oskar Silén, född 29 maj 1973 i Helsingfors, är en finlandssvensk skådespelare, regissör och musiker.
Oskar Silén gick ut Teaterhögskolan i Helsingfors 1997 och har arbetat som skådespelare vid de flesta finlandssvenska teatrar. Han har bland annat gjort regiarbete för Teater Taimine, Lurens sommarteater, Åbo Svenska Teater, Wasa Teater. Silén har också bidragit med musik och ljud till flera teaterproduktioner. Silén har bott i Japan, Kina, Holland, England och Finland. 

## Teater

### Roller (ej komplett)
| År   | Roll                | Produktion                                        | Regi                 | Teater                                         |
| ---- | ------------------- | ------------------------------------------------- | -------------------- | ---------------------------------------------- |
| 1994 | Teuvo Rastas        | Prästens familj Minna Canth                       | Tove Appelgren       | Skärgårdsteatern                               |
| 1995 |                     | Härlig är jorden Joakim Groth                     | Joakim Groth         | Svenska Teatern/ Teater Mars                   |
| 1996 | Konstantin Treplev  | Måsen                                             | Kama Ginkas          | Svenska Teatern/ Teaterhögskolan i Helsingfors |
| 1997 | Charlie Le Grande   | King Creole                                       | Arn-Henrik Blomqvist | Åbo Svenska Teater                             |
| 1998 | Gyldenstern         | Rosencrantz & Gyldenstern är döda                 | Anders Slotte        | Åbo svenska teater                             |
| 1999 |                     | En man och hans samvete Jarl Hemmer               | Joakim Groth         | Svenska Teatern/ Teater Mars                   |
| 2000 | Sam Gamgi           | Sagan om Ringen J.R.R. Tolkien                    |                      | Svenska Teatern                                |
| 2001 |                     | Axel Oskar Silén/Bo Carpelan                      | Martin Kurtén        | Klockriketeatern/ arbetsgruppen Axel           |
| 2002 | Andrej              | Tre systrar Anton Tjechov                         | Ralf Långbacka       | Wasa Teater                                    |
| 2003 | Thomas              | Thomas & Tryggve Tove Appelgren                   | Tove Appelgren       | Teater Taimine                                 |
| 2003 |                     | Thomas Indal Jarl Hemmer/Joakim Groth             | Joakim Groth         | Wasa Teater                                    |
| 2004 | Seppo               | Mobile Horror Juha Jokela                         | Dick Idman           | Wasa Teater                                    |
| 2005 | Oskar               | Här någonstans Joakim Groth                       | Joakim Groth         | Svenska Teatern                                |
| 2005 |                     | Gimme the country arbetsgruppen                   | Minna Harjuniemi     | Teater Venus/ Universum                        |
| 2006 | Tuomas              | Tuomas & Tero Tove Appelgren                      |                      | Teater Taimine                                 |
| 2010 |                     | Stjärnornas sång Silva Lillrank                   | Carl-Gustaf Wentzel  | Teater Taimine                                 |
| 2010 |                     | Faster Elses liv och andra noveller arbetsgruppen | Joakim Groth         | Teater Mars/ Universum                         |
| 2011 |                     | Gimme Another Country                             | Minna Harjuniemi     | Teater Venus/ Universum                        |
| 2012 | Kristo Teemu Antres | På friarstråt Aleksis Kivi Juha Hurme             |                      | Sirius/ Teater Mars/ Universum                 |
| 2012 |                     | Tontut vs. Vikingarna Juha Mustanoja              | Juha Mustanoja       | Teater Sirius/ Teater Mars/ Universum          |
| 2013 |                     | The Gerpla Drive Arn-Henrik Blomqvist             | Arn-Henrik Blomqvist | Kompani Nord                                   |
| 2013 |                     | Emilia Ö:s märkliga måndag Malin Kivelä           | Carl-Gustaf Wentzel  | Teater Taimine                                 |
| 2014 |                     | Jakten på det försvunna ljudet Silva Lillrank     | Carl-Gustaf Wentzel  | Teater Taimine                                 |
| 2015 |                     | Apollo 21 Paul Olin                               | Paul Olin            | Teater Taimine                                 |
| 2016 | Berättaren          | Sånger från randen av ett grått hav Pipsa Lonka   | Janne Reinikainen    | Svenska Teatern                                |
| 2017 |                     | Svea & Finn Tove Appelgren                        | Tove Appelgren       | Teater Taimine                                 |
| 2018 |                     | Skolans kung Monica Wikström-Jokela               | Mikael Strömberg     | Teater Taimine                                 |
| 2020 |                     | Klassens drottning Monica Wikström-Jokela         | Carl-Gustaf Wentzel  | Teater Taimine                                 |
| 2021 |                     | Bobban Silva Lillrank                             | Carl-Gustaf Wentzel  | Teater Taimine                                 |
| 2022 |                     | Knockout Paul Olin                                | Paul Olin            | Teater Taimine                                 |
| 2024 |                     | Busig och Besvärlig Silva Lillrank                | Carl-Gustaf Wentzel  | Teater Taimine                                 |
| 2025 |                     | Bombastiska Bob Silva Lillrank                    | Carl-Gustaf Wentzel  | Teater Taimine                                 |

### Regi
| År   | Produktion                                        | Upphovsmän                                     | Teater                            |
| ---- | ------------------------------------------------- | ---------------------------------------------- | --------------------------------- |
| 2002 | Den lille prinsen                                 | Antoine de Saint-Exupéry / Ardouin)            | Skärgårdsteatern                  |
| 2004 | Brännmärkt                                        | Max Forsman                                    | Teater Taimine/Viirus             |
| 2005 | Olycka & elände                                   | Tove Appelgren                                 | Teater Taimine/Åbo Svenska Teater |
| 2005 | Karate-Käringen och Tjat-Babianen                 | Ann-Louise Bertell                             | Wasa teater                       |
| 2007 | Den förträfflige herr Glad                        | Malin Kivelä                                   | Teater Taimine/Svenska Teatern    |
| 2008 | Nils Karlsson-Pyssling                            | Astrid Lindgren                                | Åbo Svenska Teater                |
| 2011 | Pappa går i ide                                   | Anna Krogerus                                  | Wasa teater                       |
| 2012 | Anything Goes                                     | Cole Porter / P.G. Wodehouse / Guy Bolton      | Fallåker teater                   |
| 2013 | All Shook Up                                      | Joe DiPietro                                   | Fallåker teater                   |
| 2014 | Tenorens dotter                                   | Staffan Bruun / Hanna Åkerfelt                 | AV-teatern                        |
| 2014 | Liket som visste för mycket Out Of Order          | Ray Cooney                                     | Fallåker teater                   |
| 2015 | Annie mästerskytten Annie Get Your Gun            | Irving Berlin / Dorothy Fields / Peter Stone   | Lurens sommarteater               |
| 2015 | Kärlek i luften She Loves Me                      |                                                | Fallåker teater                   |
| 2015 | Är du inte riktigt fisk? Key For Two              | John Chapman, Dave Freeman                     | AV-teatern                        |
| 2016 | Djungelboken The Junglebook                       | Rudyard Kipling, Johan Gille, Robert Hedengren | Lurens sommarteater               |
| 2016 | Var god/Ole hyvä                                  | Henrika Andersson                              | Teater Taimine                    |
| 2017 | Love & Information                                | Carryl Churchill                               | Studentteatern                    |
| 2017 | Sällskapsresan                                    | Bengt Palmers, Jakob Skarin                    | Lurens sommarteater               |
| 2017 | Skvaller Rumors                                   | Neil Simon                                     | AV-teatern                        |
| 2018 | Stora stygga vargen Iso paha susi                 | Katja Krohn                                    | Finns sommarteater                |
| 2019 | Leopold Prinshjärta                               | Malin Kivelä                                   | Teater Taimine                    |
| 2019 | Levande och döda                                  | Robert Åsbacka                                 | Rexit festivalen                  |
| 2019 | Pippi Långstrump                                  | Astrid Lindgren                                | Finns sommarteater                |
| 2019 | Lyckomanifestet                                   | Madicken Malm                                  | Teater Taimine                    |
| 2020 | Krymplingen på Inishmaan The Cripple of Inishmaan | Martin McDonagh                                | AV-teatern                        |
| 2021 | Trettondagsafton Twelfth Night                    | William Shakespeare                            | Skärgårdsteatern                  |
| 2021 | Bröderna Pixon och TV:ns hemtrevliga sken         | Malin Kivelä                                   | Svenska teatern                   |
| 2022 | Sju bröder                                        | Aleksis Kivi/Oskar Silén                       | Lurens sommarteater               |

## Filmroller
- 2010 - En kväll på krogen (regi: Joakim Groth)
- 2004 - Framom främsta linjen (regi: Åke Lindman)
- 2001 - Drakarna över Helsingfors (regi: Peter Lindholm)
- samt diverse kortfilmer